# Sibila de Fortiá
Sibila de Fortiá (Fortiá, 1350 - Barcelona 1406), reina consorte de la Corona de Aragón (1377-1387). Era hija de Berenguer de Fortiá y de su esposa Francesca de Vilamarí.

## Biografía
En 1371 se casó en primeras nupcias con Artal de Foces, noble aragonés, del que enviudó en 1374.
En 1377 se casó con el rey Pedro IV de Aragón con el que ya tenía una hija, la infanta Isabel, convirtiéndose así en la cuarta esposa del soberano aragonés.
Después de la boda, Pedro se rodeó de nobles ampurdaneses así como de familiares de Sibila. Con la muerte del rey en 1387 Sibila, temiendo la represalia de sus hijastros, se refugió en el castillo de San Martín Sarroca.
El nuevo rey, Juan I de Aragón, la recluyó durante un tiempo en el castillo de Moncada. Finalmente, Sibila se trasladó a Barcelona, ciudad en la que murió en 1406.

## Sepultura de la reina Sibila de Fortiá

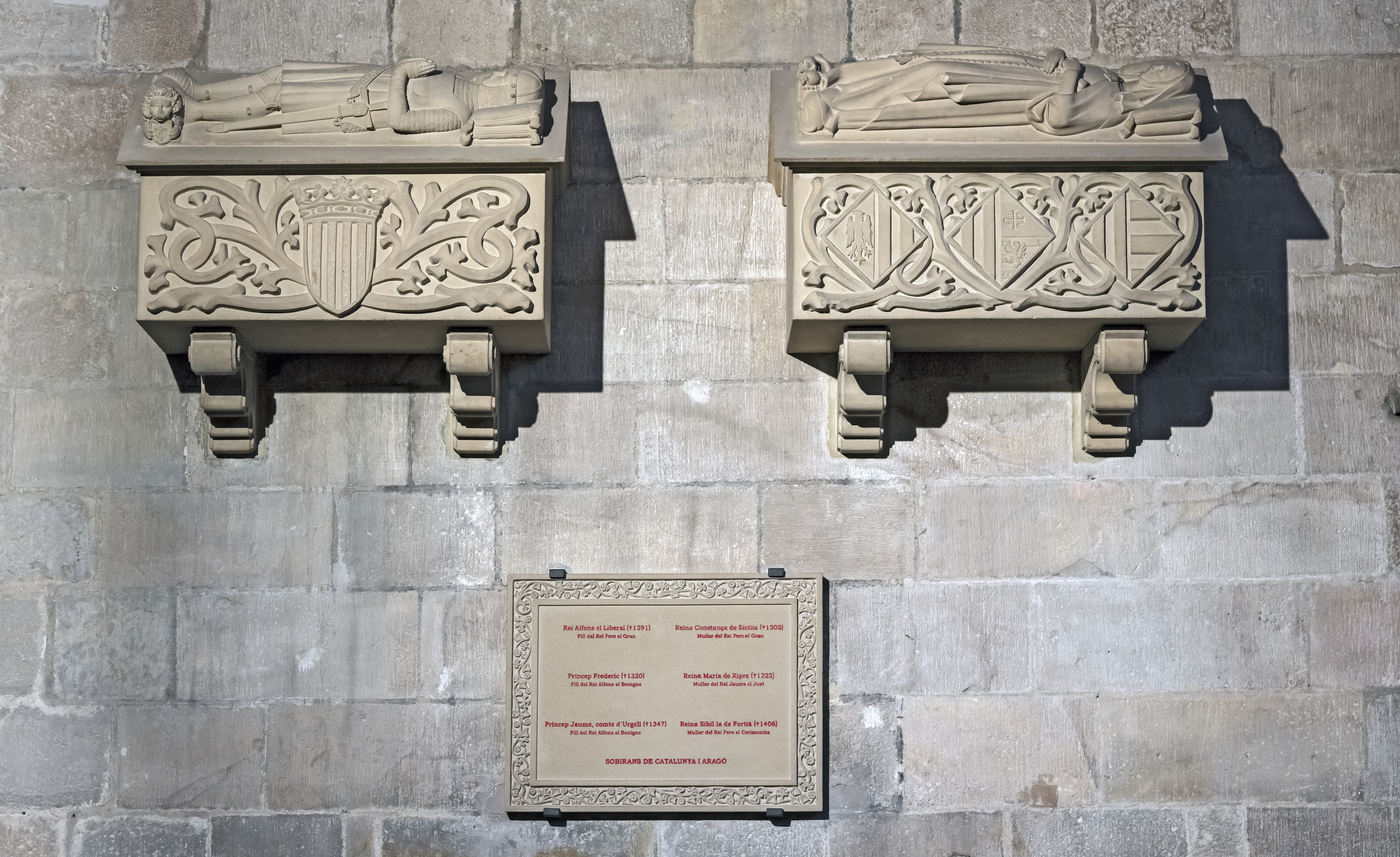
Sepulcro de la reina Sibila de Fortiá, cuarta esposa de Pedro IV el Ceremonioso, en la Catedral de Barcelona (es el sepulcro de la derecha).

A la muerte de la reina Sibila, su cadáver recibió sepultura en el Convento de San Francisco de Barcelona, donde a lo largo de la Edad Media recibieron sepultura numerosos miembros de la familia real aragonesa, como el rey Alfonso III el Liberal. Allí permaneció sepultado el cadáver de la cuarta esposa de Pedro IV el Ceremonioso durante varios siglos, hasta que en 1835 el Convento de San Francisco fue demolido, y la mayoría de los restos de las personas reales allí sepultadas, incluyendo a la reina Sibila de Fortiá, fueron trasladados a la Catedral de Barcelona. 
En el siglo XX, los restos de la reina Sibila fueron colocados en un sepulcro, en el lado izquierdo del Altar Mayor de la Catedral de Barcelona, en el que también se encuentran los restos mortales de otras dos reinas de Aragón, la reina María de Chipre, esposa de Jaime II de Aragón, y la reina Constanza II de Sicilia, esposa de Pedro III el Grande. En el mismo sepulcro también descansan los restos de la reina Leonor de Aragón, reina de Chipre por su matrimonio con Pedro I de Chipre, y nieta de Jaime II de Aragón. Los sepulcros, en los que los restos de las reinas fueron depositados en 1998, fueron realizados por el artista catalán Frederic Marès.